# Pianella (Abruzzen)
Pianella ist eine italienische Gemeinde mit 8527 Einwohnern in der Provinz Pescara in der Region Abruzzen.
Die Nachbargemeinden sind: Catignano, Cepagatti, Loreto Aprutino, Moscufo, Nocciano, Rosciano und Spoltore.

## Sehenswürdigkeiten
In der Altstadt finden sich schöne Bauten des 18. Jahrhunderts wie das Palazzo de Felici oder das Palazzo Sabucchi. Etwas abseits liegt die Kirche Santa Maria Maggiore (von den Einwohnern „Sant'Angelo“ genannt) aus dem frühen bis mittleren 12. Jahrhundert. Neben schönen Fresken verfügt die Kirche noch über eine von Meister Acuto geschaffene steinerne Kanzel aus dem 12. Jahrhundert.

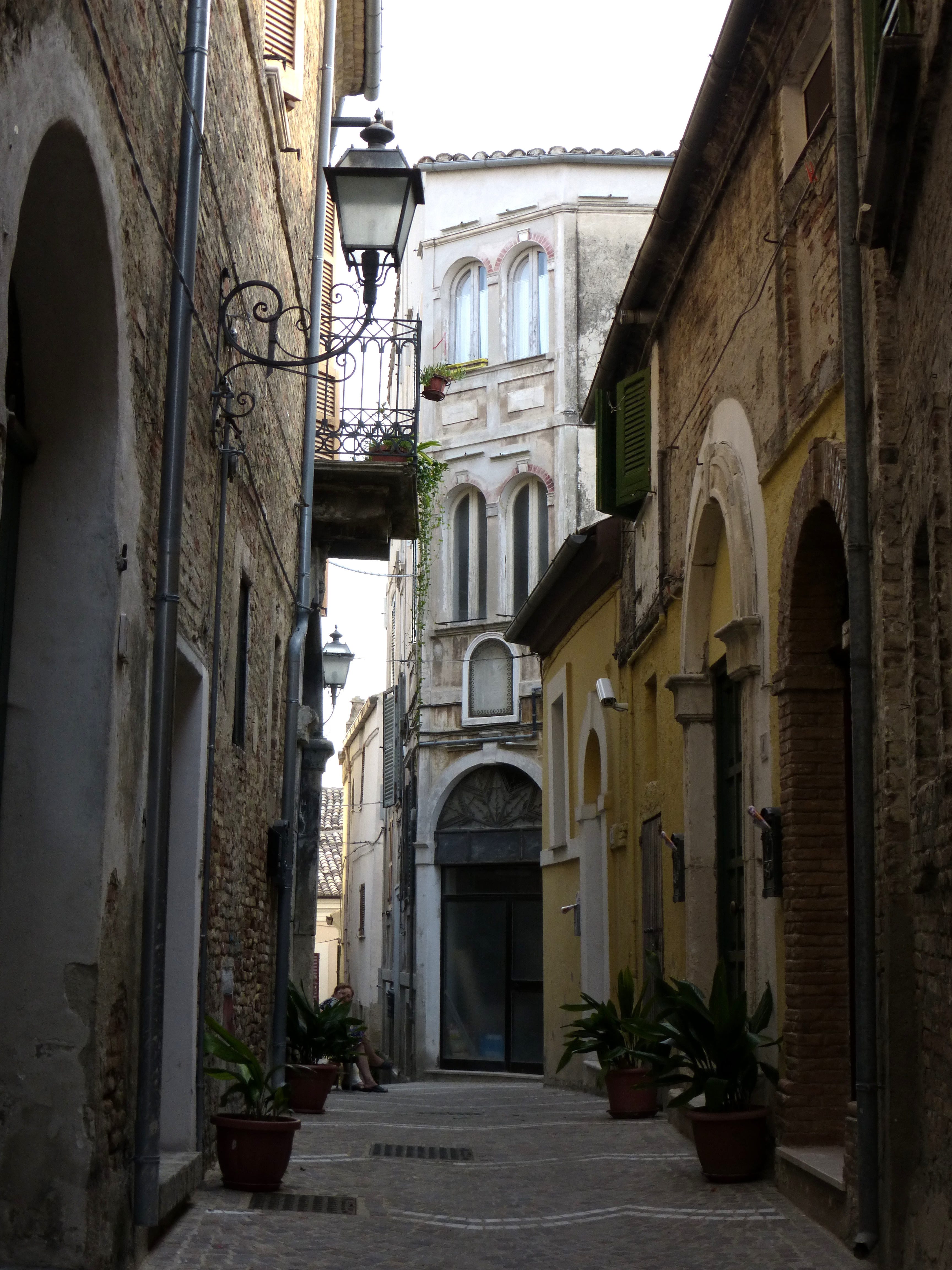
In der Altstadt
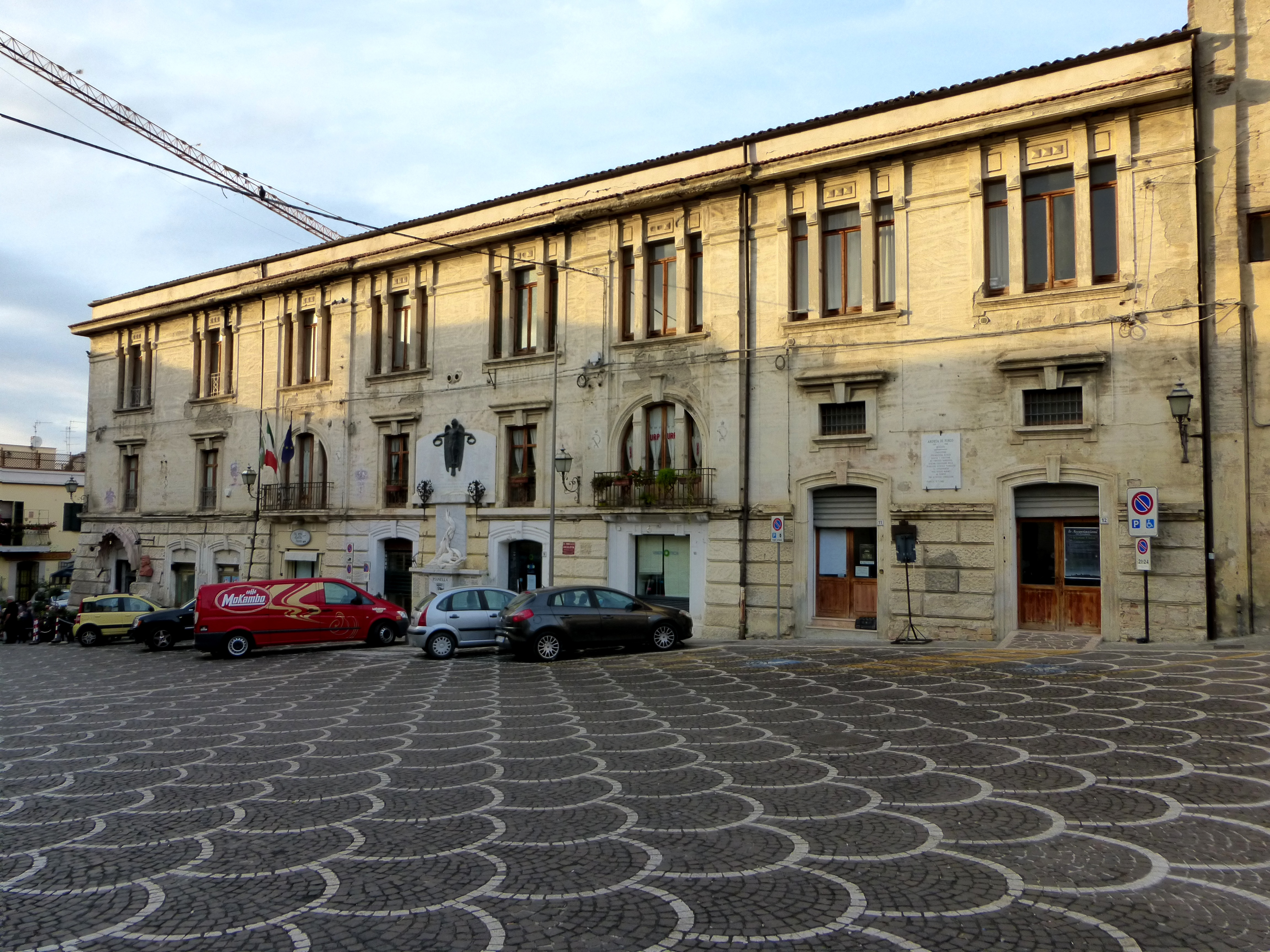
Palazzo comunale
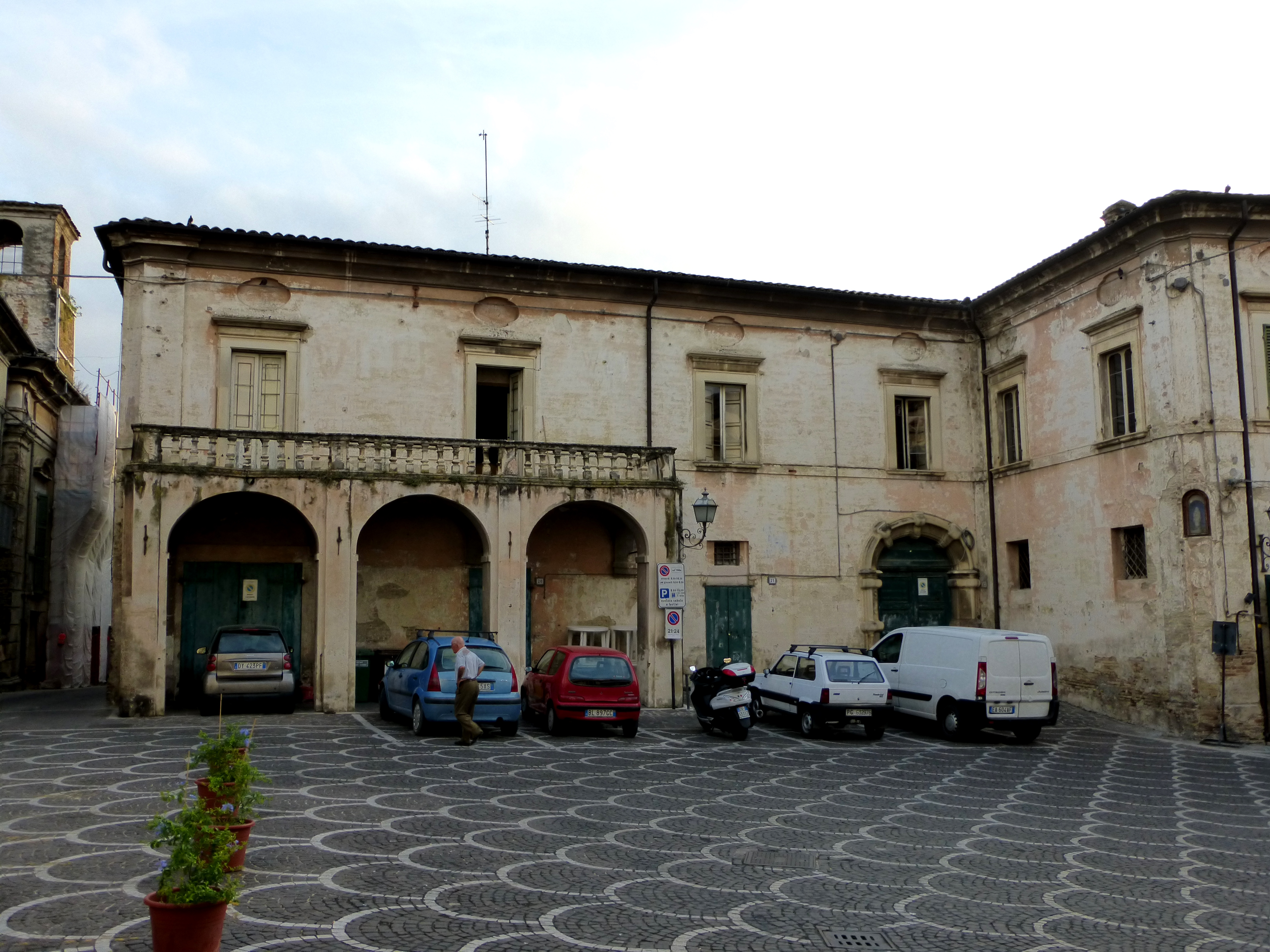
Palazzo de Felici
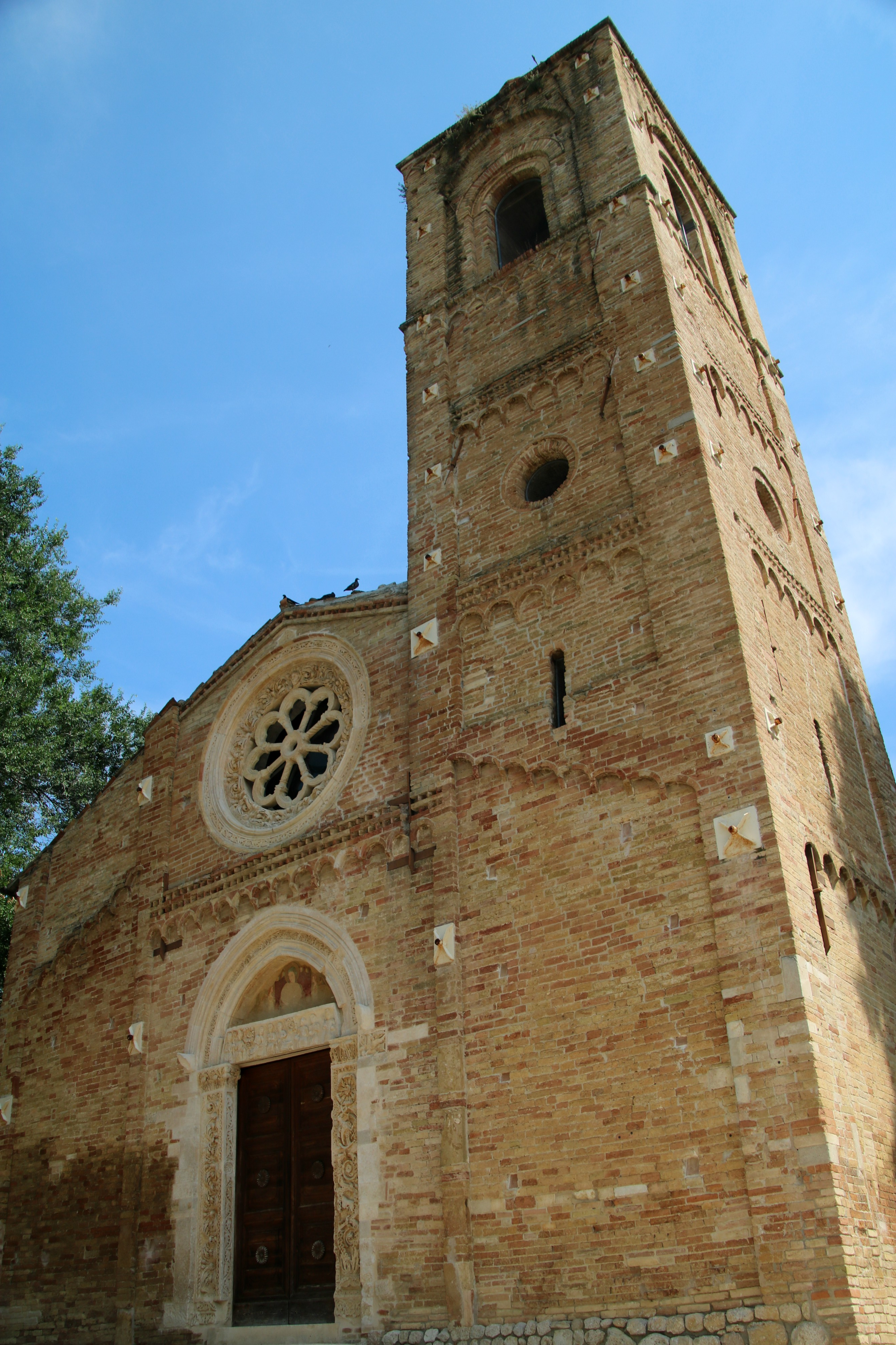
Chiesa di Santa Maria Maggiore
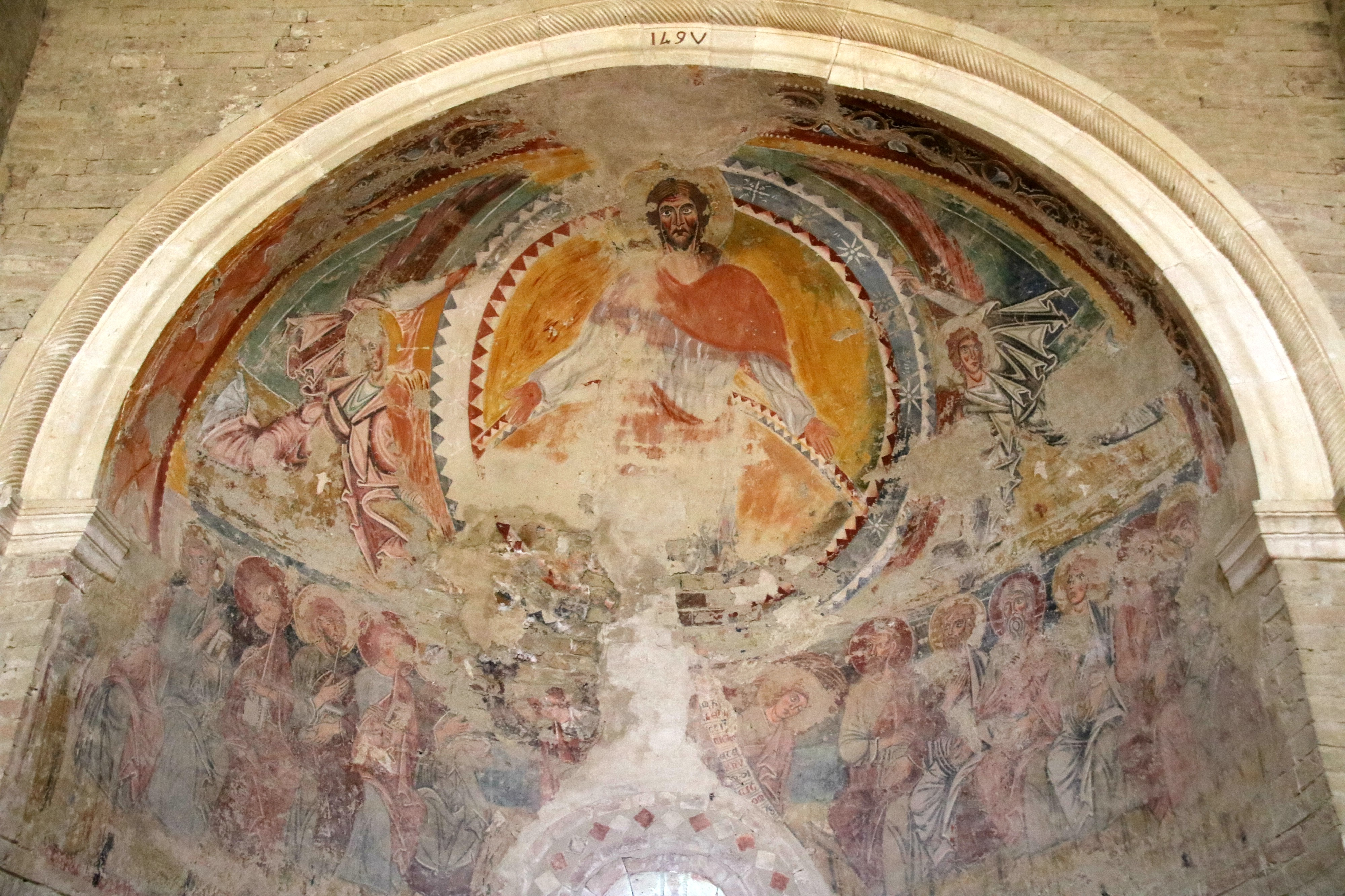
Fresken von S. Maria Maggiore
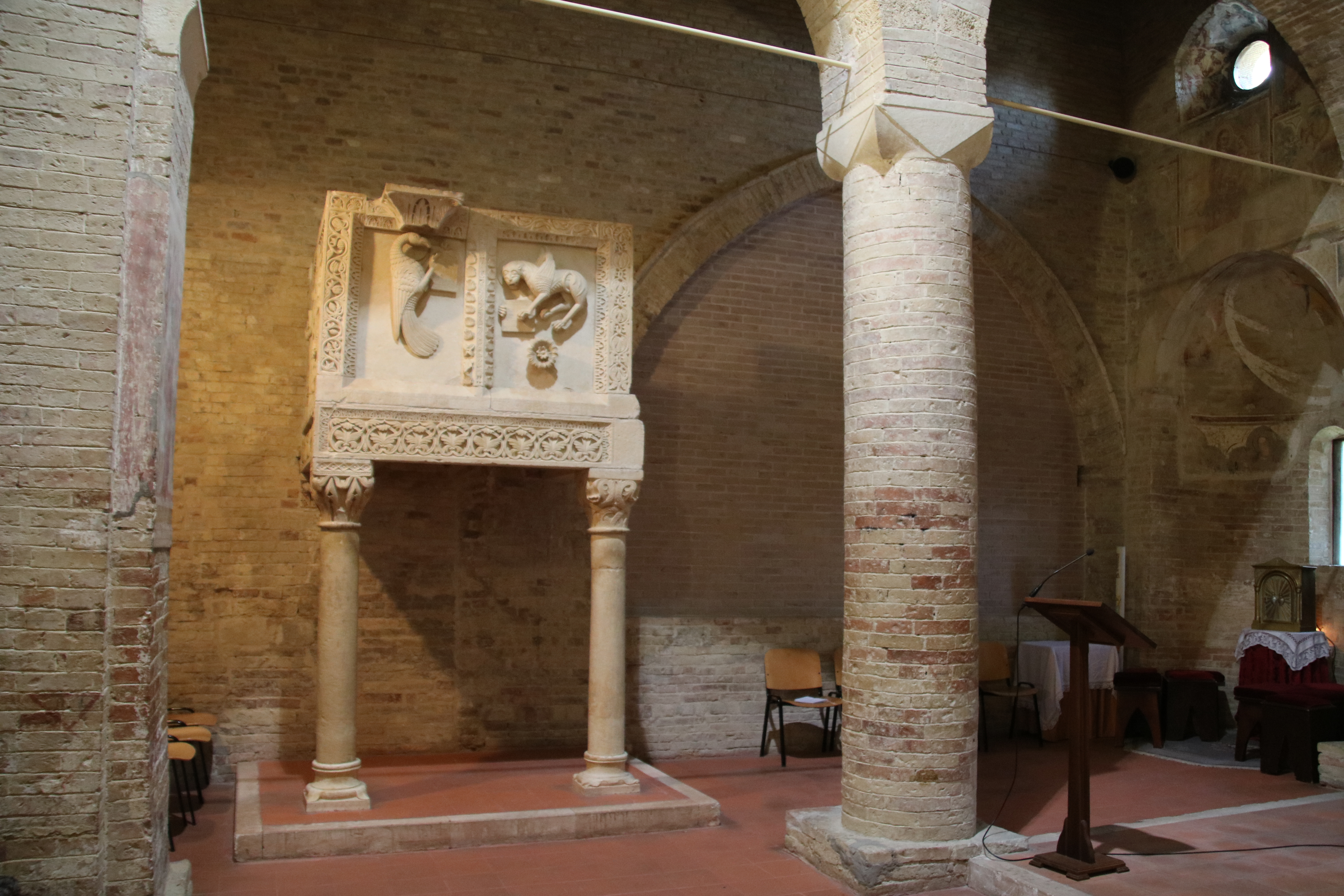
Steinerne Kanzel
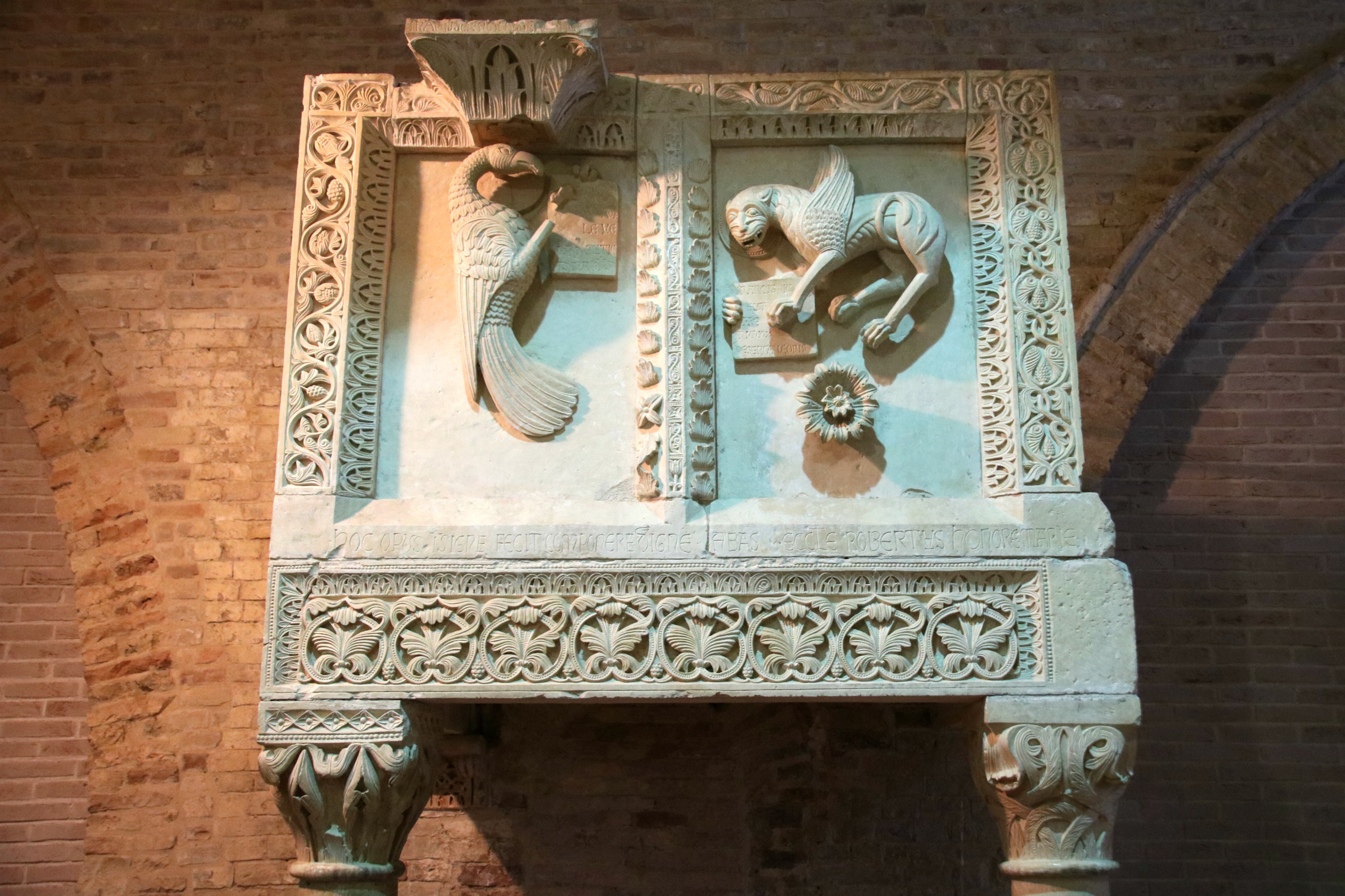
Detailansicht der Kanzel

## Weinbau
In der Gemeinde werden Reben der Sorte Montepulciano für den DOC-Wein Montepulciano d’Abruzzo angebaut.